# MPF
A maturation promoting factor (rövidítve MPF, más néven mitosis-promoting factor vagy M-Fázis promoting factor), magyarul szó szerint érést elősegítő faktor vagy mitózist elősegítő faktor egy dimer fehérje, amely egy B-ciklinből és egy ciklindependens kinázból (CDK1) áll, néha szokták említeni Cdc2- vagy molekulatömegéből fakadóan p34-kináznak. Ez a molekula segíti elő a mitózis kialakulását a sejtciklus G2 fázisából, azzal a módszerrel, hogy több molekulát foszforilál, amelyek a mitózis kialakulásához nélkülözhetetlenek. Az MPF aktivációja egy foszfatáz segítségével jön létre, amely a korábban rátett gátló foszfátcsoportot leszedi a molekuláról.
Először békapetékben fedezték fel.
Két alegysége van: 
- egy alegység, amely szállítja az ATP molekulától a foszfát csoportot a szerint-treonin molekulákra, a megfelelő fehérjéken.
- ciklin, szabályzó molekula

MPF célmolekulái:
- kondenzinek, amelyeknek főszerepe a kromatin állomány kondenzálása kromoszómává.
- akto-miozin ATPázokat, amelyekkel kialakul az osztódó sejt jellegzetes lekerekedett formája
- laminok, a nukleoszkeleton alkotó elemei, az ő foszforilálásukkal szűnik meg a sejtmag összetartó szerkezete.
- hisztonok, a  kromoszóma összetartó molekulái, pl: H1 és H3
- Kis „G proteineket” (például Ras család Rab molekulája), amelyek miatt a vezikuláris transzport és transzkripció ideiglenesen megszűnik a molekulában.

## Miozin gátlása
MPF foszforilálja a  G2 fázis végén a miozin molekulát, hogy elkerülje a korai citokinezist. Ez a gátlás csak a MPF gátlás megkezdésével fog megszűnni, amely az anafázis végén következik be.

## MPF megszűnése
MPF az APC molekula komplex hatására kezd degradálni, majd megszűnni a mitózis anafázisának végén. Ez nyitja meg az utat a telofázis és a sikeres citokinezis felé. Ha a mitózisban az M-ellenőrzési ponton hibát észlelnek, akkor a ciklus nem folytatódik és a fehérje bontása is csak később következik be.